# Cellule au sélénium

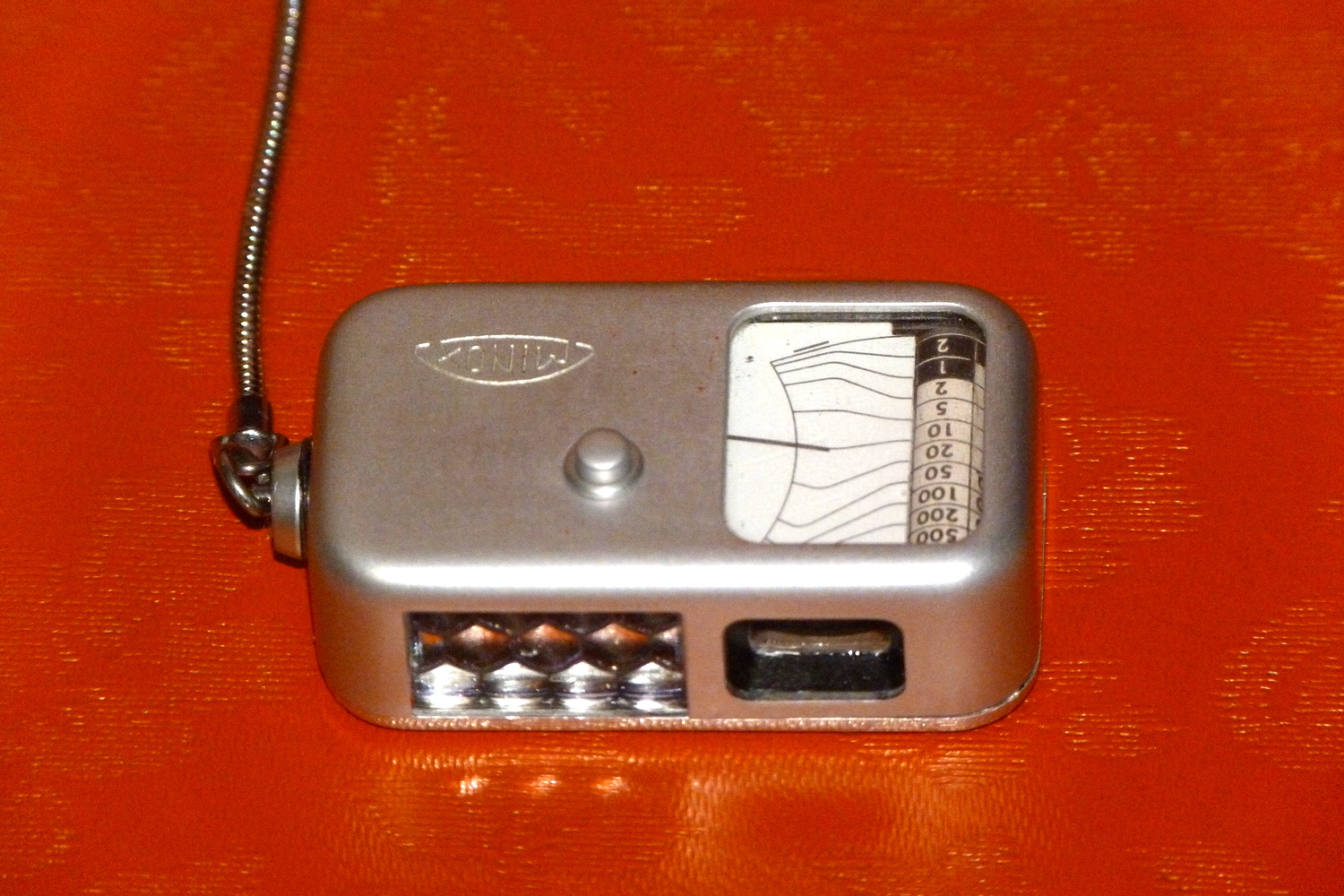
Posemètre au sélénium Minox autonome

Une cellule au sélénium (ou posemètre au sélénium) est un instrument de mesure de la lumière basé sur les propriétés photoélectriques du sélénium. L’utilisation la plus courante de ces posemètres est la mesure de la valeur d'exposition pour la photographie. La partie électrique d’un tel compteur est un galvanomètre qui est relié à l’anode et à la cathode d’une cellule photoélectrique au sélénium qui produit plus ou moins d’énergie électrique lorsqu'elle est exposée à plus ou moins de lumière. La partie optique d’un tel appareil de mesure est une fenêtre située devant le côté sensible à la lumière de la cellule photoélectrique. La surface de la fenêtre est généralement structurée comme un nid d'abeilles fait de lentilles convexes. Ce type de fenêtre permet de regrouper la lumière provenant de la direction dans laquelle la cellule photoélectrique est pointée. La partie mécanique d'une cellule au sélénium est un calculateur analogique qui accepte la valeur d'exposition et la sensibilité du film comme paramètres d'entrée pour afficher les combinaisons possibles d’ouverture et de vitesse d’obturation pour une exposition correcte.

## Types de cellules

### Cellules à aiguille suiveuse

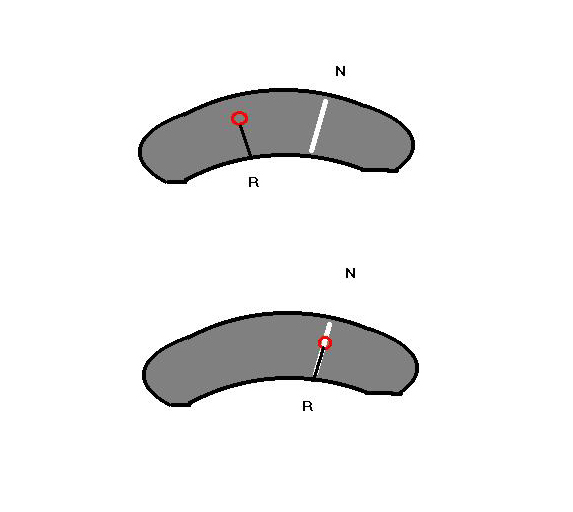
Afficheur d'une cellule à aiguille suiveuse

#### Cellule découplée

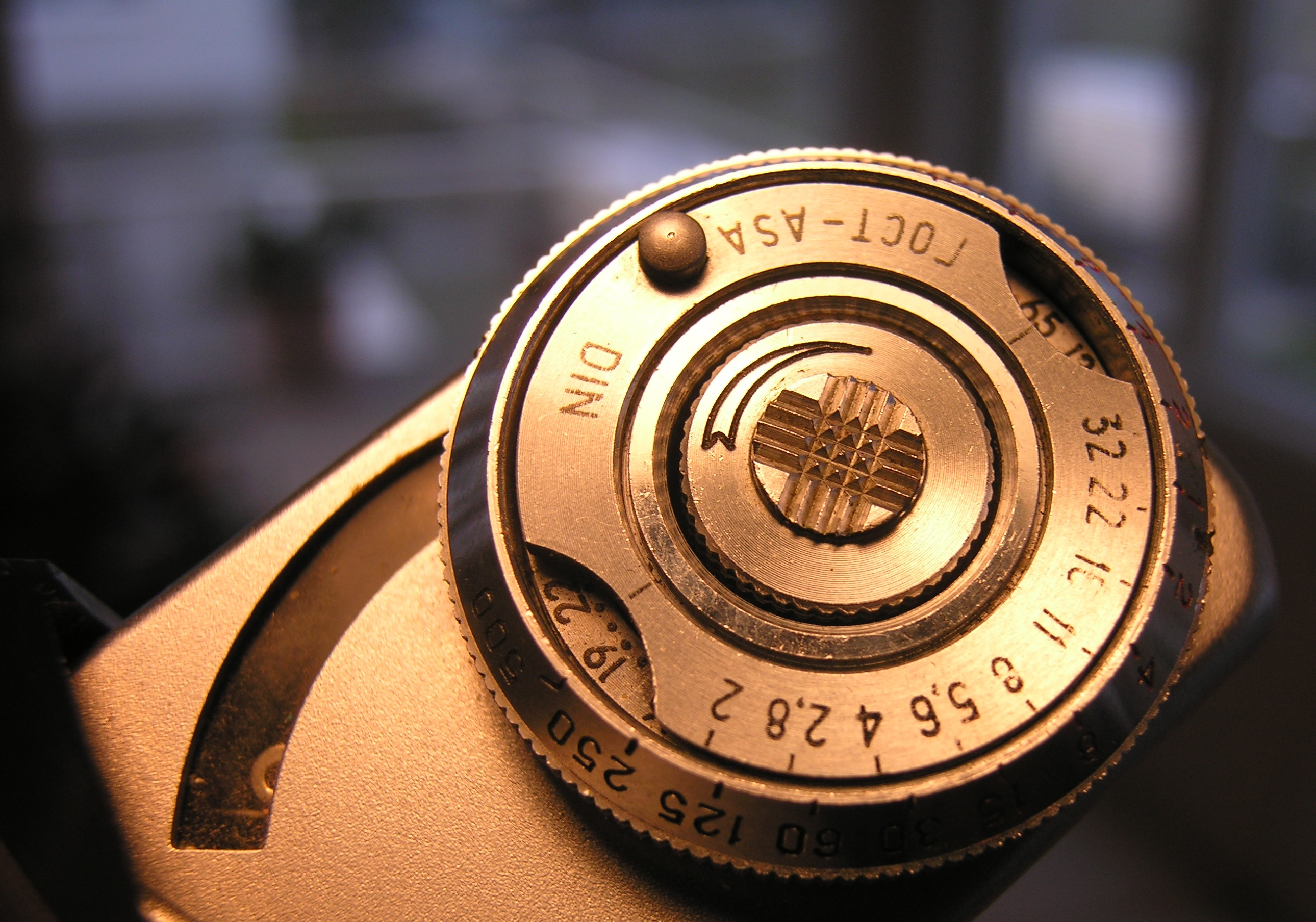
Afficheur de la cellule à aiguille suiveuse du Zenit.

Le type le plus simple de cellule au sélénium à aiguille suiveuse affiche une aiguille d'horloge sur l’échelle de la cellule. Celle-ci peut être déplacée en tournant une molette de la calculatrice analogique. Lorsque l'aiguille d'horloge se superpose à l'aiguille de la cellule, la valeur EV est réglée directement sur la calculatrice.
L’image de droite montre l'afficheur de la cellule d'un appareil Zenit - E, montée sur le côté gauche de l'appareil. Le cercle intérieur (plat) tourne à l’aide du bouton et règle la sensibilité du film (affichée en unités DIN et ASA à travers de minuscules fenêtres). Le cercle extérieur est couplé au marqueur mobile en forme de O dans l'échelle de gauche et doit être tourné jusqu'à ce que le marqueur recouvre l’aiguille (visible dans le coin gauche). Les expositions recommandées peuvent être lues sur une échelle latérale par rapport aux ouvertures possibles (échelle supérieure). L’appareil n'est pas directement couplé aux commandes d'ouverture et d'exposition.

### Cellule couplée

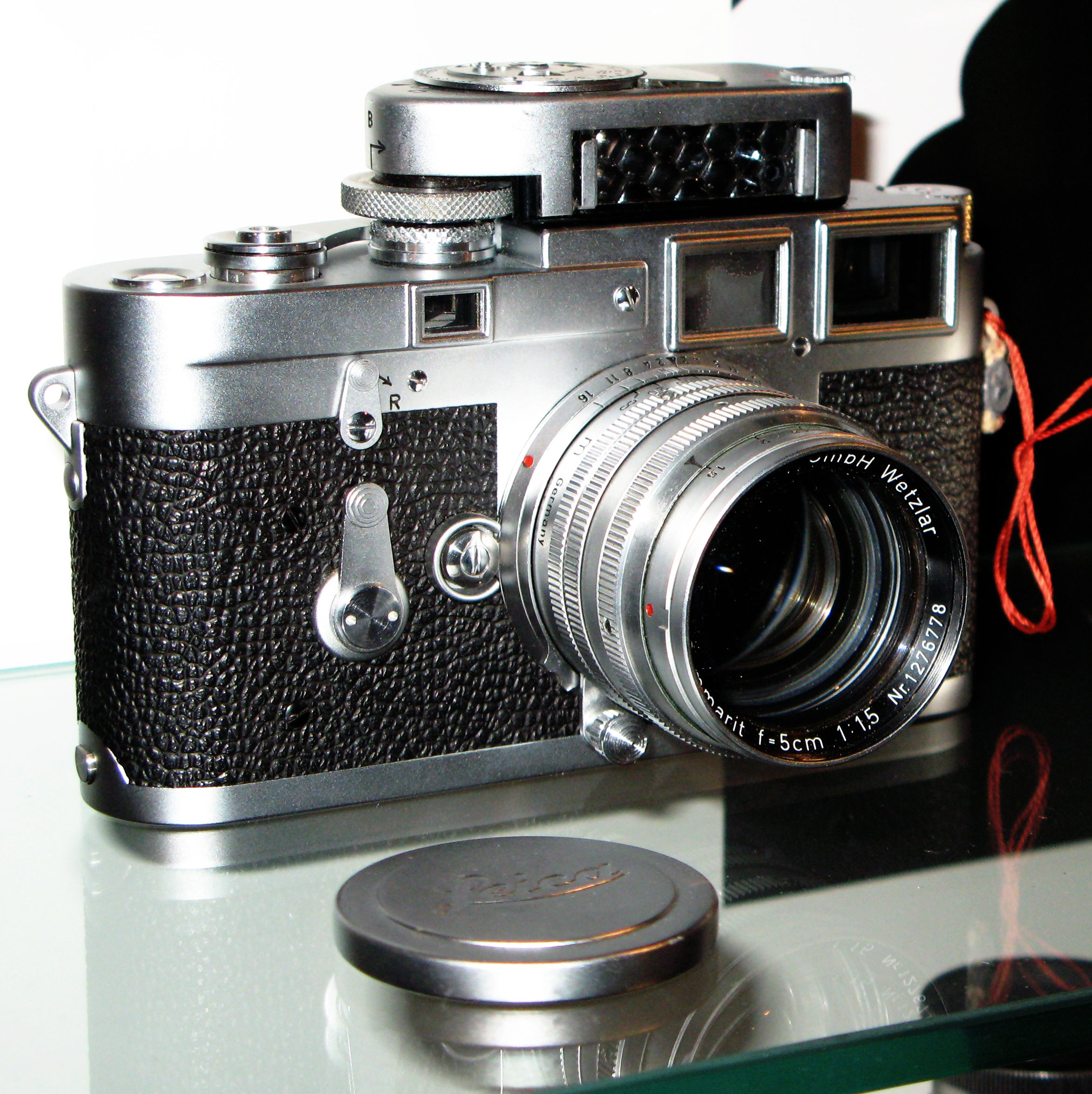
Posemètre couplé amovible sur un Leica M3

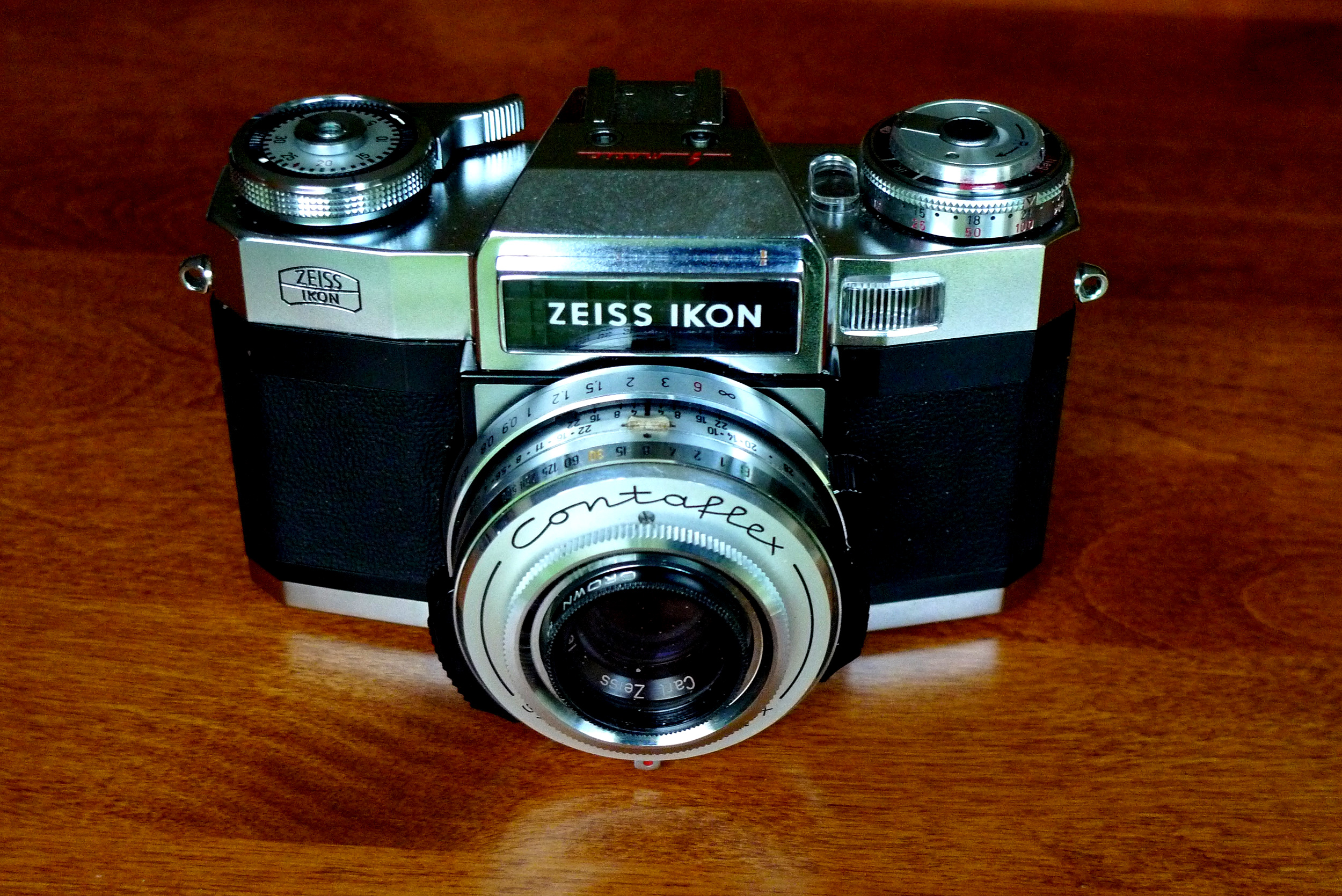
Appareil Zeiss Ikon Contaflex Super B équipé d'une cellule au sélénium couplée

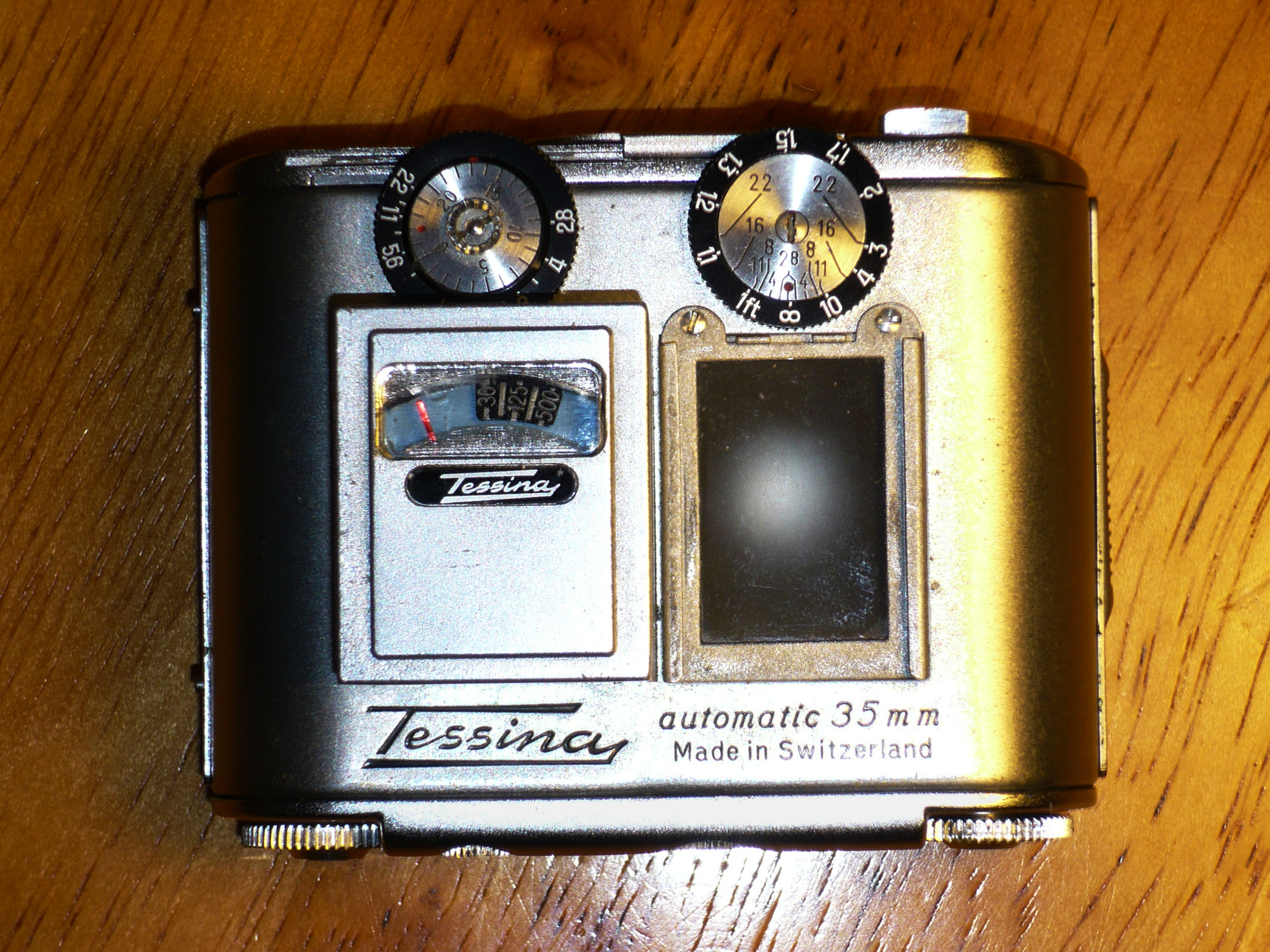
Appareil subminiature Tessina avec cellule au sélénium couplée

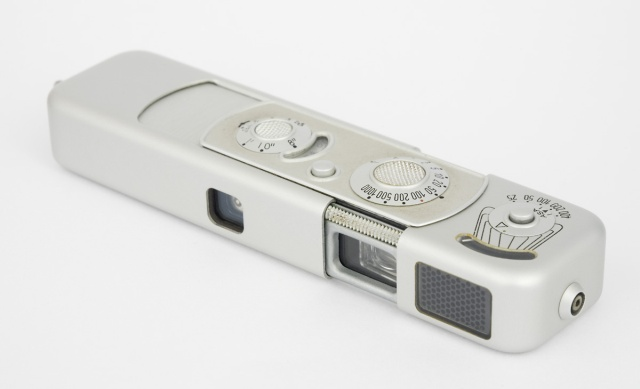
Minox B équipé d'une cellule au sélénium à aiguille suiveuse

Les appareils photo plus sophistiqués ont la cellule à aiguille suiveuse couplée directement au réglage de la vitesse d'obturation et à la bague de réglage de l'ouverture sur l'objectif, au lieu d’avoir une calculatrice analogique séparée. C’est le moyen le plus pratique d’utiliser la cellule à aiguille suiveuse, en particulier lorsque l’échelle du compteur est reflétée dans le viseur.

#### Cellule couplée à commande manuelle
Différents modèles d’appareils photo Zeiss, Ikon, Contaflex, SLR et Contessa sont équipés de cellules au sélénium à aiguille couplée intégrés. Pour modifier l’ouverture et/ou la vitesse d’obturation, il faut déplacer l'aiguille à marqueur rouge avec la boucle en forme de « O », de manière que le « O » soit aligné avec l'aiguille de la cellule au sélénium ; La vitesse d’obturation et l’ouverture sont ainsi sélectionnées. Les Minox B et Tessina ont des cellules couplées manuellement.

#### Cellule couplée automatique
Avec le Zeiss Ikon Contaflex Super B en mode automatique, la modification de la vitesse d'obturation permet à l’appareil photo de sélectionner automatiquement l'ouverture correcte en fonction de la valeur indiquée par la cellule au sélénium intégrée. Au début de l'automatisation de l'exposition (vers 1960), les instruments ont même été utilisés pour régler directement les paramètres d’exposition, principalement pour le réglage automatique de l’ouverture. Une méthode simple pour cela s’appelait « piège-aiguille » ; en appuyant sur le déclencheur, on saisissait mécaniquement l'aiguille de la cellule, puis on déplaçait la commande d’ouverture jusqu'à toucher l’aiguille, en réglant l'ouverture à la valeur indiquée par la cellule. Ce type de tentative d’automatisation du réglage de l’exposition était courant à une époque où les ingénieurs en mécanique de précision ne connaissaient pas de limites à la complication, de sorte que d’autres étapes ont été franchies pour utiliser des cellules photoélectriques au sélénium pour contrôler tous les paramètres d’exposition, ou pour les contrôler plus précisément à l'aide d'aides électromécaniques. La construction du reflex Edixa Electronica par Heinz Waaske (en) a été une tentative très coûteuse dans ce sens. Le problème était la faible puissance électrique délivrée par la cellule photoélectrique. C'est grâce à une merveille de mécanique de précision qu’une poignée d’appareils photo dotés d’un contrôle automatique de l'exposition piloté par une cellule de sélénium ont pu être fabriqués, sans avoir besoin d’un support électronique ou électromécanique supplémentaire, par exemple l'Optima.
Un compromis pour les appareils photo télémétriques ou reflex à double objectif coûteux était de proposer un cellule au sélénium en option qui pouvait être couplée aux commandes de vitesse d’obturation de l’appareil photo. L'échelle de ces instruments n’indique pas une valeur d’exposition mais une valeur d'ouverture à régler de façon « découplée ». Des exemples de Leica et de Tessina sont montrés sur les photographies.